# Витяжний фал

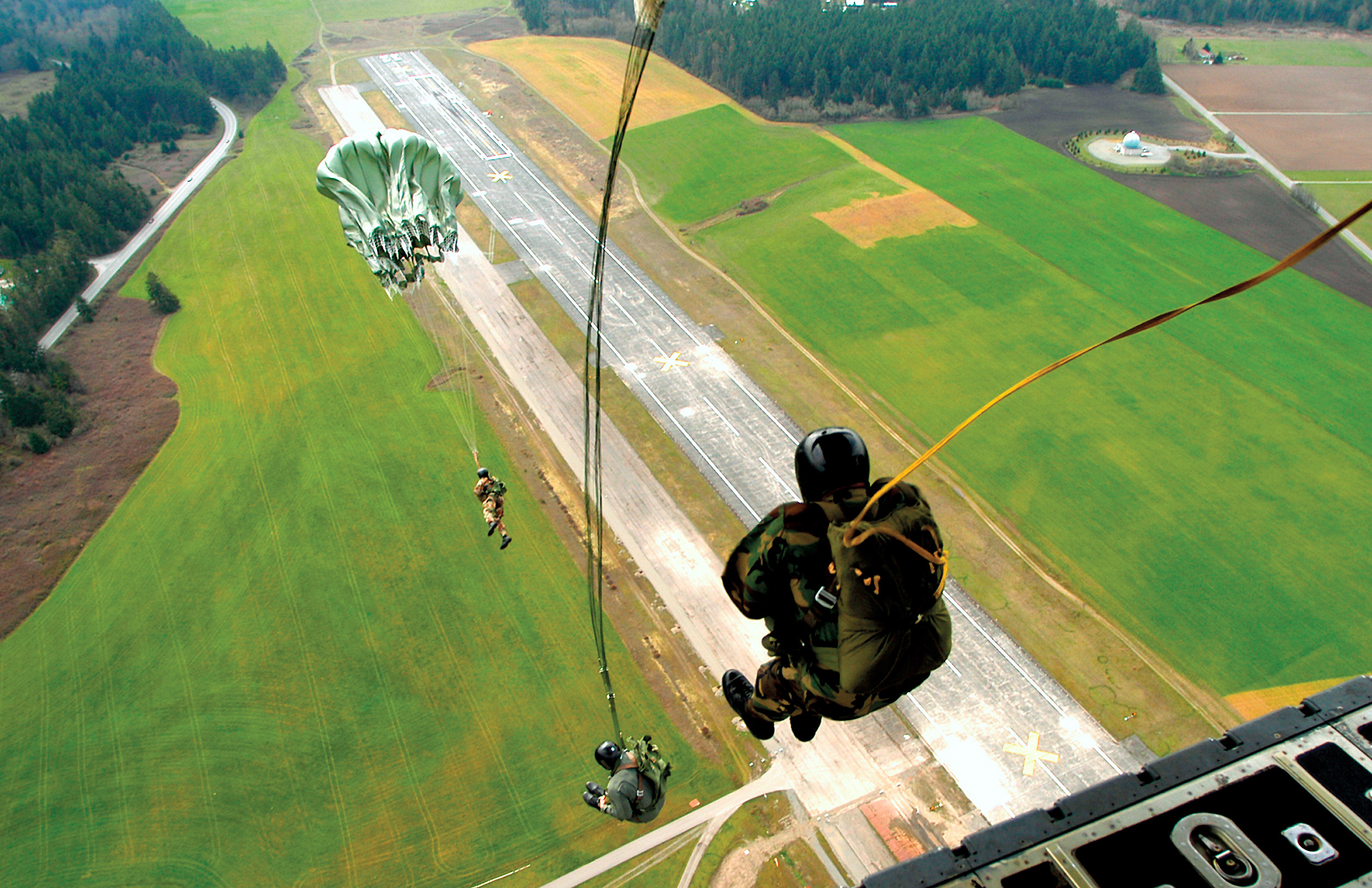
Військові стрибають із використанням витяжного стропа з корми C-130 «Геркулес»

Витяжний фал — це шнур приєднаний до стабільного об'єкта. Його використовують для автоматичного відкривання парашутів для десантників і парашутистів-новачків.

## Дизайн і використання
Витяжний фал — це шнур/стрічка прикріплений одним кінцем до літака, а іншим до верхівки чохла з парашутом. Падіння парашутиста з літака натягує фал і він витягує чохол з парашутом із ранця. Витяжний фал і чохол парашута, після виконання стрибка, залишаються на літаку. Звільнений від чохла купол парашута наповнюється і розкривається.
Відкриття парашута витяжним фалом зазвичай використовують в таких ситуаціях:
- Тренування парашутистів
- Бейс-джампінг[джерело?]
- Військове десантування з дуже малих висот[2]